# Gigafoto

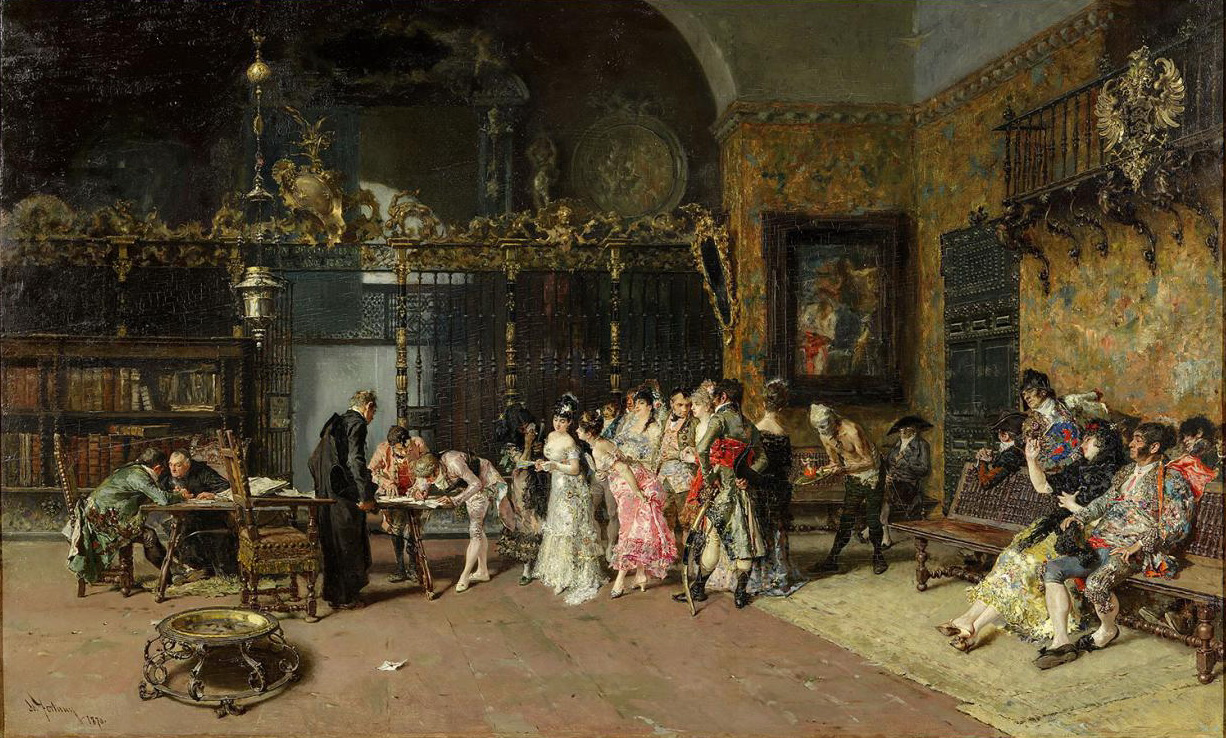
La Vicaria, obra de Marià Fortuny digitalitzada per patrimoni.gencat.

Imatge generada per ordinador amb una mida superior a 1 gigapíxel.

Una gigafoto és una imatge digital que es compon de mil milions (10⁹) de pixels (elements d'imatge), més de 1.000 vegades la informació capturada per una càmera digital d'un megapíxel. El 2011 per crear aquest tipus d'imatges es fa servir un sistema de composició de mosaics ajuntant un gran nombre de fotografies digitals d'alta resolució o l'ús d'una pel·lícula negativa tan gran com 12 "x 9" (30 cm × 23 cm) fins a 18 "x 9 "(46 cm × 23 cm), que s'explora amb un escàner de pel·lícula d'alta gamma de gran format amb almenys 3.000 dpi de resolució digital.
A principis de 2011, van aparèixer unes poques càmeres de fotos capaces de crear una gigafoto en un sol escombrat de l'escena, com la Pa-STARRS PS1 i la càmera Gigapxl.
Les gigafotos poden ser d'especial interès per a:
- Artistes.
- Curadors i historiadors d'art, per a poder estudiar millor les obres d'art.
- Per estudiar patologies, creant gigafotos utilitzant diapositives virtuals.
- Físics, per visualitzar resultats de simulacions amb superordinadors.
- Veure imatges de satèl·lit, amb fins agrícoles, geogràfics o militars, entre d'altres.
- Creació d'entorns immersius digitals.

## Gigafotos a Catalunya
Algunes de les primeres gigafotos realitzades a Catalunya són resultat d'un projecte gestionat per patrimoni.gencat, on s'ha fotografiat en aquesta resolució diferents elements del patrimoni català, com les pintures murals de Sant Climent de Taüll, el retaule de Guimerà de Ramon de Mur, algun retaule del Museu Episcopal de Vic o fins i tot el quadre de La vicaria, de Marià Fortuny, actualment al MNAC. També s'ha realitzat alguna experiència amb activitats grupals del Club Super 3.
Durant el 2011 també es van començar a fer gigafotos de vistes genèriques de la ciutat de Barcelona.
La gigafoto més gran feta mai a Catalunya es va fer el 2013 amb motiu de la Via Catalana i es va fer pública l'1 d'abril de 2014 al web de l'Assemblea Nacional Catalana. Des del minut zero, però, el servidor del web de la gigafoto va quedar col·lapsat a causa del gran nombre de consultes.